# Christopher Plummer
Arthur Christopher Orme Plummer, född 13 december 1929 i Toronto, Ontario, död 5 februari 2021 i Weston, Connecticut, var en kanadensisk skådespelare. Plummers karriär spände över sju decennier. Han filmdebuterade i Född till stjärna (1958) och är känd för sin gestaltning av Kapten von Trapp i Sound of Music (1965). Plummer har även porträtterat ett antal historiska personer, däribland Arthur Wellesley, hertig av Wellington i Waterloo (1970), Rudyard Kipling i Mannen som ville bli kung (1975), sir Charles Hanbury Williams i Den unga kejsarinnan (1991), Mike Wallace i The Insider (1999), Lev Tolstoj i The Last Station (2009), Kejsare Vilhelm II i The Exception (2016) och J. Paul Getty i All the Money in the World (2017).

## Biografi
Christopher Plummer föddes 1929 i Toronto. Han var enda barn till John Orme Plummer och hans maka Isabella Mary född Abbott. Modern var barnbarn till Kanadas premiärminister John Abbott. Plummer var även släkt med skådespelaren Nigel Bruce. Plummers föräldrar skilde sig inte långt efter hans födelse och han växte främst upp hos modern i familjen Abbotts hem i Senneville, Quebec, utanför Montreal. 
Plummer var från början inriktad på att utbilda sig till konsertpianist, men utvecklade tidigt ett stort intresse för teatern och började agera då han studerade vid High School of Montreal. Han inspirerades bland annat av Laurence Oliviers film Henrik V (1944).
Christopher Plummer debuterade på kanadensisk teaterscen 1950 och 1952 gjorde han debut på Broadway i New York. Han ansågs vara en mycket respekterad och skicklig Shakespeareaktör. Christopher Plummers kanske mest kända roll är som den skönsjungande sjubarnsfadern Georg von Trapp i Sound of Music från 1965.
År 2008 utkom Plummers memoarer, In Spite of Myself.
År 2010 nominerades Christopher Plummer till både en Oscar och en Golden Globe för sin roll som Lev Tolstoj i The Last Station. 2011 vann han en Golden Globe såväl som en Oscar för Bästa manliga biroll som den homosexuelle fadern Hal i Beginners. 82 år gammal blev Plummer den äldste skådespelare någonsin att vinna en Oscar.

### Privatliv
Plummer gifte sig första gången 1956 med skådespelaren Tammy Grimes. Äktenskapet varade i fyra år och de fick 1957 dottern, Amanda Plummer, även hon verksam som skådespelare. Han var sedan gift med journalisten Patricia Lewis åren 1962–1967. Tre år efter sin andra skilsmässa gifte sig Plummer med skådespelaren Elaine Taylor (f. 1943). Makarna bodde i Weston i Connecticut.

## Filmografi i urval
- 1958 – Född till stjärna
- 1964 – Romarrikets fall
- 1965 – Inside Daisy Clover
- 1965 – Sound of Music
- 1966 – Triple Cross
- 1967 – Generalernas natt
- 1969 – Slaget om England
- 1970 – Waterloo

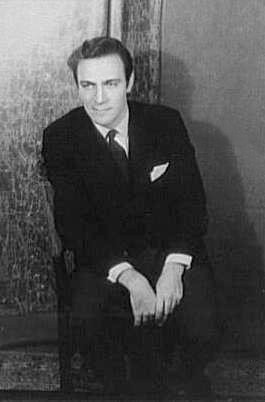
Christopher Plummer 1959. Foto: Carl Van Vechten

- 1975 – Den rosa pantern kommer tillbaka
- 1975 – Mannen som ville bli kung
- 1977 – Jesus från Nasaret (Miniserie)
- 1977 – Uppdraget
- 1978 – Över alla hinder
- 1978 – Hämndens ögon
- 1979 – I skuggan av ett krig
- 1979 – En studie i skräck
- 1980 – Någonstans i tiden
- 1981 – Ögonvittnet
- 1982 – Little Gloria... Happy at Last (Miniserie)
- 1983 – Törnfåglarna (TV-serie)
- 1984 – Dödligt alibi
- 1986 – Resan till Amerika (röst)
- 1991 – Den unga kejsarinnan
- 1991 – Star Trek VI – The Undiscovered Country
- 1991 – Rock-A-Doodle
- 1992 – Malcolm X
- 1995 – Dolores Claiborne
- 1996 – De 12 apornas armé
- 1997 – Babes in Toyland (röst)
- 1999 – Insider
- 2000 – Dracula 2000
- 2001 – A Beautiful Mind
- 2002 – Ararat
- 2004 – National Treasure
- 2004 – Alexander
- 2005 – Matte söker husse
- 2005 – Syriana
- 2005 – Heidi (röst)
- 2006 – Inside Man
- 2006 – The Lake House
- 2009 – Caesar and Cleopatra
- 2009 – The Imaginarium of Doctor Parnassus
- 2009 – Upp (röst)
- 2009 – My Dog Tulip
- 2009 – 9
- 2009 – The Last Station
- 2010 – Beginners
- 2011 – Priest
- 2011 – The Girl with the Dragon Tattoo
- 2014 – Elsa & Fred
- 2014 – Hector and the Search for Happiness
- 2014 – The Forger
- 2015 – Danny Collins
- 2016 – The Exception
- 2017 – The Man Who Invented Christmas
- 2017 – All the Money in the World
- 2018 – Boundaries
- 2019 – Cliffs of Freedom
- 2019 – Knives Out
- 2019 – The Last Full Measure
- 2023 – Charlie och den gyllene masken (röst, postum medverkan)

## Teater

### Roller
| År   | Roll                    | Produktion                                         | Regi              | Teater                                      |
| ---- | ----------------------- | -------------------------------------------------- | ----------------- | ------------------------------------------- |
| 1954 | George Phillips         | The Starcross Story Diana Morgan                   | John C. Wilson    | Royale Theatre, New York, USA               |
| 1954 | Manchester Monagham     | Home Is the Hero Walter Macken                     | Worthington Miner | Booth Theatre, New York, USA                |
| 1955 | Greve Peter Zichy       | The Dark Is Light Enough Christopher Fry           | Guthrie McClintic | ANTA Playhouse, New York, USA               |
| 1955 | Warwick                 | The Lark Jean Anouilh                              | Joseph Anthony    | Longacre Theatre, New York, USA             |
| 1956 | Lewis Rohmen            | Night of the Auk Arch Oboler                       | Sidney Lumet      | Playhouse Theatre, New York, USA            |
| 1958 | Nickles                 | J.B. Archibald MacLeish                            | Elia Kazan        | ANTA Playhouse, New York, USA               |
| 1963 | Arturo Ui               | Arturo Ui Bertolt Brecht                           | Tony Richardson   | Lunt-Fontanne Theatre, New York, USA        |
| 1965 | Francisco Pizarro       | The Royal Hunt of the Sun Peter Shaffer            | John Dexter       | ANTA Playhouse, New York, USA               |
| 1973 | Cyrano de Bergerac      | Cyrano Michael J. Lewis och Anthony Burgess        | Michael Kidd      | Palace Theatre, New York, USA               |
| 1973 | Medverkande             | The Good Doctor Neil Simon                         | A. J. Antoon      | Eugene O'Neill Theatre, New York, USA       |
| 1978 | Edgar                   | Drinks Before Dinner E.L. Doctorow                 | Mike Nichols      | Newman Theater, New York, USA               |
| 1982 | Iago                    | Othello William Shakespeare                        | Peter Coe         | Winter Garden Theatre, New York, USA        |
| 1988 | Macbeth                 | Macbeth William Shakespeare                        | Kenneth Frankel   | Mark Hellinger Theatre, New York, USA       |
| 1994 | Spooner                 | No Man's Land Harold Pinter                        | David Jones       | Criterion Center Stage Right, New York, USA |
| 1997 | John Barrymore          | Barrymore William Luce                             | Gene Saks         | Music Box Theatre, New York, USA            |
| 2004 | Kung Lear av Britannien | King Lear William Shakespeare                      | Jonathan Miller   | Vivian Beaumont Theatre, New York, USA      |
| 2007 | Henry Drummond          | Inherit the Wind Jerome Lawrence och Robert E. Lee | Doug Hughes       | Lyceum Theatre, New York, USA               |